# Borofeno

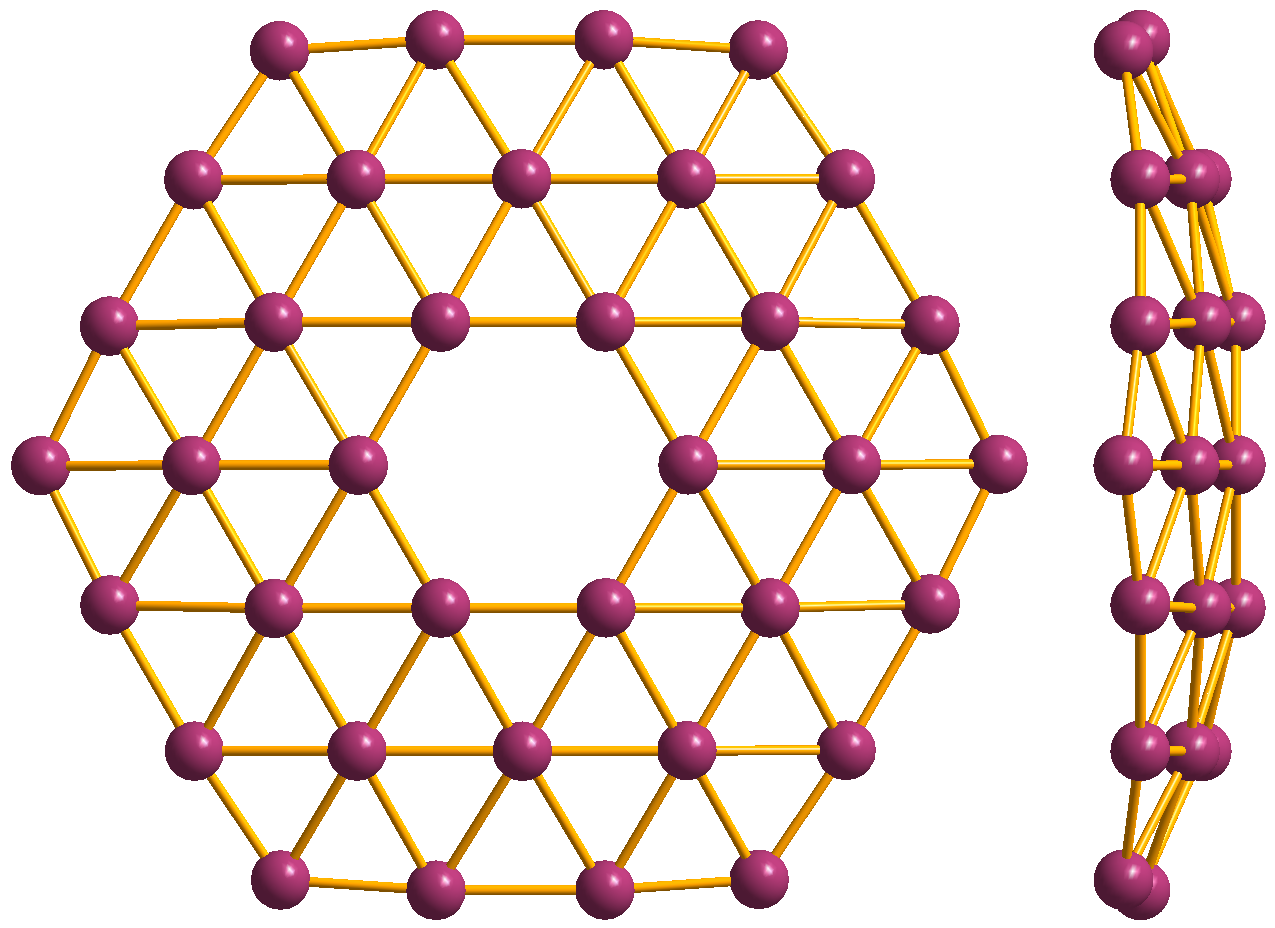
Borofeno B_{36}°, vista frontal y lateral

El borofeno es un alótropo cristalino propuesto para el boro. Una unidad consiste en 36 átomos arreglados en una hoja bidimensional con un hoyo hexagonal en el centro. Otra forma hecha en 2015 es una hoja torcida bidimensional en plata.

## Teoría
Estudios computacionales han sugerido que son estables las hojas extendidas de borofeno con huecos hexagonales parcialmente llenos. La búsqueda de mínimos globales en energía para el B−
36 ha llevado a una estructura cuasiplanar con un hueco central hexagonal. El borofeno es análogo al grafeno en que se espera que forme hojas extendidas. Se predice que el borofeno es completamente metálico, mientras que el segundo es un semimetal, lo que implica que el borofeno puede ser un mejor conductor eléctrico.
El enlace boro-boro es también casi tan fuerte como el enlace carbono-carbono del grafeno. A la escala de grupos atómicos, el boro puro forma moléculas planas simples y fullerenos tipo jaula. El boro está adyacente al carbono en la tabla periódica y tiene similares orbitales de valencia. A diferencia del carbono, el boro no puede formar un armazón hexagonal tipo panal (como el grafeno) debido a su deficiencia electrónica.

## Historia
En 2014, un equipo de investigación en la Universidad Brown, liderado por Lai-Sheng Wang, mostró que la estructura del B
36 era no solo posible, sino altamente estable. La espectroscopia fotoelectrónica reveló un espectro relativamente simple, lo que sugiere un grupo simétrico. El B
36 neutro es el grupo de boro más pequeño en tener simetría séxtupla y una vacancia hexagonal perfecta, y puede ser visto como una base potencial para hojas de boro bidimensionales extendidas.
En 2015, otro equipo sintetizó borofeno en superficies de plata bajo condiciones de ultra-alto vacío. La caracterización a escala atómica, apoyada por cálculos teóricos, reveló estructuras que recuerdan a grupos de boro fusionados con escalas múltiples de abollado anisotrópico fuera del plano. A diferencia de la mayor parte de los alótropos del boro, el borofeno muestra características metálicas que son consistentes con las predicciones de un metal bidimensional altamente anisotrópico.

## Borosfereno

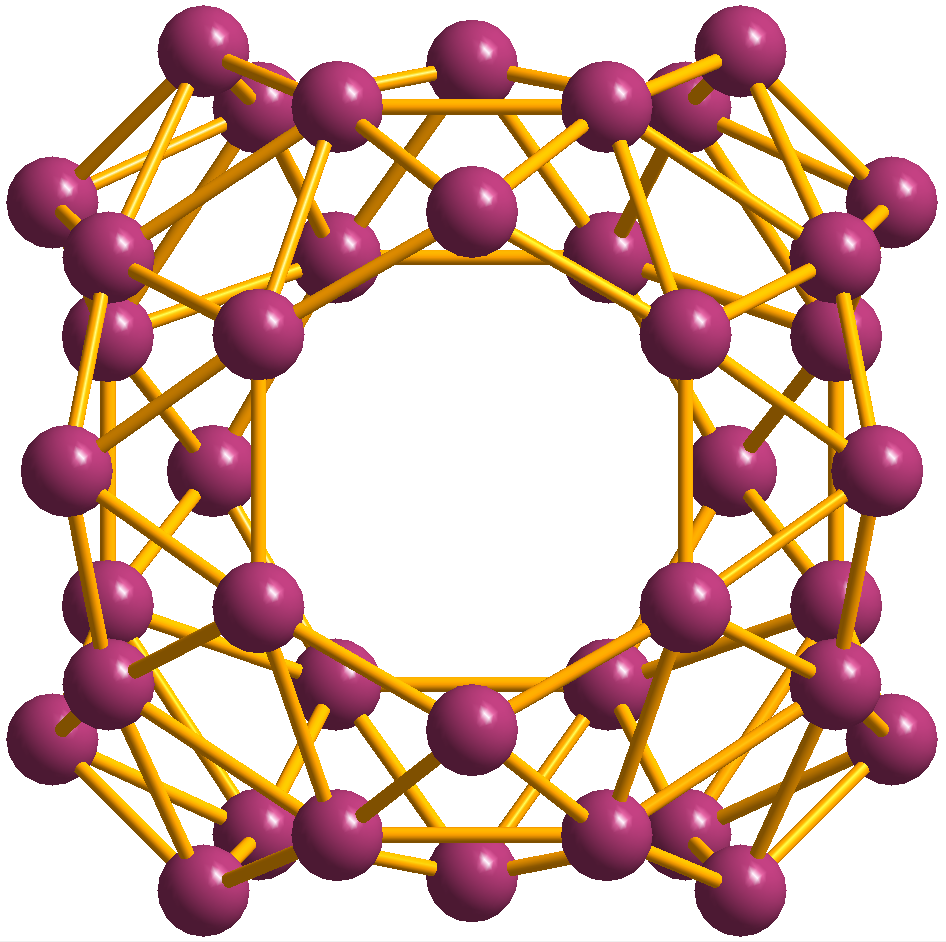
Borosfereno B_{40}°

En julio de 2014, investigadores anunciaron la creación de una jaula esférica tipo buckybola de 40 átomos hecha de boro, a la que el equipo llamó borosfereno (derivado del original "buckminsterfullereno"). Mientras que las buckybolas tienen 20 hexágonos y 12 pentágonos de átomos de carbono que producen una superficie esférica lisa, el borosfereno consiste en 48 triángulos, cuatro anillos de siete lados y dos anillos de seis lados. La forma resultante también es esférica, pero con varios átomos que se quedan fuera de los lados.